# Valentin Clastrier
Valentin Clastrier (* 1947 in Nizza, Frankreich; eigentlich Gérard Clastrier) ist ein französischer Musiker und Komponist, der auf zeitgenössische Musik und Avantgarde-Jazz für die Drehleier spezialisiert ist. Er spielt elektro-akustische Alto-Drehleier und ist Träger von französischen Auszeichnungen für seine Musik.

## Leben und Karriere
Clastrier wurde 1947 in Nizza in eine musikalische Familie geboren – sein Vater war Bariton. Ursprünglich klassisch ausgebildeter Gitarrist, spielte er in den 1960er Jahren für Künstler wie Jacques Brel und Ricet Barrier. Um 1970 entdeckte er die Drehleier und wandte sich dem Instrument zu, ohne die traditionelle Volksmusikpraxis zu übernehmen.
In Zusammenarbeit mit dem Instrumentenbauer Denis Siorat entwickelte er 1987 eine elektroakustische Drehleier mit 27 Saiten – weit mehr als die üblichen sechs Saiten des traditionellen Instruments. 2006 schuf er mit Wolfgang Weichselbaumer eine neue Version seines Instruments, die akustische und digitale Techniken kombiniert und eine völlig neue Klangdynamik und Spieltechnik ermöglichte.

### Musikalischer Stil und Innovationen
Clastriers Stil integriert asiatische Einflüsse, insbesondere auf dem Album La vielle à roue de l’imaginaire (1982), für das er den Grand Prix du Disque der Académie Charles‑Cros erhielt. Später wandte er sich experimentellen Klangformen zu, etwa auf Hérésie (1992), und verband das Drehleierspiel mit Elementen des Jazz und zeitgenössischer Musik.
Clastrier hat zahlreiche Auftritte und Aufnahmen in ganz Europa absolviert. Seine Originalkompositionen für das Instrument in akustischer und elektroakustischer Darbietung wurden in Zusammenarbeit mit anderen zeitgenössischen europäischen Musikern aufgenommen, darunter der Tuba- und Serpentenspieler Michel Godard, dem Akkordeonisten Jean-Louis Matinier, den Saxophonisten/Klarinettisten Michael Riessler, Steven Kamperman und Louis Sclavis sowie den Perkussionisten Gérard Siracusa und Carlo Rizzo aufgenommen. Seine Aufnahmen umfassen Avantgarde, Jazz und Alte Musik und sprengen dabei die traditionellen Genregrenzen.
Musikwissenschaftler wie Piotr Nowotnik sehen Clastrier als zentrale Figur in der Modernisierung der Drehleier im 20. Jahrhundert, die neue Artikulationen, mikrotonale Techniken und expressive Klangfarben einführte. Sein Ansatz basiert auf zeitgenössischer klassischer Musik, Free Jazz und modalen-Traditionen und wurde von der Kritik als "ein auf ein einziges Instrument komprimiertes Orchester" beschrieben.
Clastrier gilt heute dank seiner Virtuosität und spieltechnischen Innovationen als Meister des Instruments. Er ist seit 1984 Träger des durch das französische Kulturministerium verliehenen Ordens Chevalier des Arts et des Lettres.

### Lehre und Einfluss
Clastrier wirkt in Workshops, Meisterkursen und im Austausch mit experimentellen Ensembles wie La Nòvia, einem Kollektiv, das sich durch Borduntöne geprägten, modal‑orientierten Klangformen widmet. In seinem Buch La vielle & l'univers de l'infinie roue-archet, entwickelt er eine neue Spielweise für die Drehleier, wobei er seine Technik der Tastatur und des Strichs  bzw. der rechten Hand, sowie ein Schriftsystem zur vollständigen Notation beschrieb. Diese „nicht-methodische Methode“ ist das Ergebnis einer langjährigen Entwicklung, während der Clastrier im Kontakt mit zeitgenössischer Musik (etwa von Olivier Messiaen) eine neue Praxis des Instruments entwickelt.

## Auszeichnungen
- 1982: Grand Prix du Disque der Académie Charles‑Cros für La vielle à roue de l’imaginaire
- 1984: Ernennung zum Chevalier des Arts et des Lettres durch das französische Kulturministerium

## Diskografie
- La vielle à roue de l'imaginaire (1982)
- Les esprits de la nuit (1987, Auvidis), mit den Philarmonistes de Châteauroux et Migrations
- Grands maîtres de la vielle à roue (1987)
- Hérésie (Silex 1991) mit Michael Riessler, Louis Sclavis, Michel Godard, Jean-Louis Matinier, Gérard Siracusa
- Nos amis les hommes 423 (1992), mit Jean-Jacques Birgé und Bernard Vitet (Un drame musical instantané, Opération Blow-Up)
- Michael Riessler: Héloise (1993), mit Michel Godard, Rabih Abou-Khalil, Brigitte Sylvestre, Gaston Sylvestre, Jean-Louis Matinier, Renaud Garcia-Fons, Gérard Siracusa, Carlo Rizzo
- Le bûcher des silences (Silex 1994), mit Godard, Matinier, Riesler, Siracusa
- Michael Riessler: Tentations d'Abélard (1995), mit Godard, Marco Ambrosini, Brigitte und Gaston Sylvestre, Matinier, Garcia-Fons, Siracusa, Rizzo, Robby Ameen
- Palude (1995), mit Michael Riessler und Carlo Rizzo
- Holl a-grevret (2002), live, mit dem Ensemble von Denez Prigent
- Irvi (2002), mit dem Ensemble von Denez Prigent
- Sarac’h (2003), mit dem Ensemble von Denez Prigent
- Le Roman de Renart (2004) mit Jean Rochefort als Erzähler
- Baldo Martínez Projecto Miño (2007), mit Maite Dono, Germán Díaz, Chiaki Mawatari, David Herrington, Antonio Bravo, Alejandro Pérez, Pedro López, Carlos Castro
- Les chants de Mandrin (2010) Soundtrack zu einem Film von Rabah Ameur-Zaïmeche
- Valentin Clastrier (2013, Innacor Records)

## Veröffentlichung
- La vielle & l'univers de l'infinie roue-archet, Modal, coll. "Etudes" (2006), mit DVD, ISBN 2-910432-36-X (französisch)